# Jawun Evans
Jawun Evans, né le 26 juillet 1996 à Greenville en Caroline du Sud, est un joueur américain de basket-ball évoluant au poste de meneur.

## Biographie
Il joue pendant deux ans avec les Cowboys d'Oklahoma State, il se présente ensuite à la draft 2017 de la NBA.
Lors de cette draft, il est sélectionné en 39ème position par les 76ers avant d'être échanger contre du cash aux Clippers deux semaines plus tard.  
Le 15 octobre 2018, à la veille de l'ouverture de la saison 2018-2019, il est coupé, c'est-à-dire libéré de son contrat et libre de signer dans l'équipe son choix, par les Clippers de Los Angeles.
Après avoir joué 14 rencontres avec les Suns de Northern Arizona en NBA G League durant lesquelles Jawun Evans a inscrit 18,4 points de moyenne, il signe, le 7 décembre 2018, un contrat two-way avec les Suns de Phoenix pour le reste de la saison. Il est coupé par la franchise de l'Arizona le 25 mars 2019.
Le 26 mars 2019, il signe un contrat two-way avec le Thunder d'Oklahoma City jusqu'à la fin de la saison.